# Marga (Tabanan)
Marga ist ein Distrikt (Kecamatan) im Osten des Regierungsbezirks (Kabupaten) Tabanan der indonesischen Provinz Bali. Der langgezogene Binnendistrikt grenzt im Süden an den Kecamatan Kediri, im Westen an den Kecamatan Tabanan, im Nordwesten an den Kecamatan Penebel, im Nordosten an den Kecamatan Baturiti und im Westen an den Kabupaten Badung (Kecamatan Mengwi). Marga gliedert sich in 16 Desa und weiterhin in 71 Banjar Dinas, 28 Desa Adat sowie 69 Banjar Adat. Das Dorf Cau Belayu liegt als Exklave (durch den Kecamatan Mengwi getrennt) weiter östlich.

## Verwaltungsgliederung
| Kode          | Dorf                | Fläche (km²) Ende 2021 | Einwohner Census 2010 | Einwohner Census 2020 | Einwohner Ende 2021 | Dichte Einw. pro km² |
| ------------- | ------------------- | ---------------------- | --------------------- | --------------------- | ------------------- | -------------------- |
| 51.02.07.2001 | Kukuh               | 3,53                   | 5.284                 | 5.712                 | 5.770               | 1.634,56             |
| 51.02.07.2002 | Beringkit           | 1,50                   | 2.090                 | 2.250                 | 2.204               | 1.469,33             |
| 51.02.07.2003 | Peken               | 1,37                   | 2.948                 | 2.907                 | 3.057               | 2.231,39             |
| 51.02.07.2004 | Batannyuh           | 2,08                   | 2.186                 | 2.517                 | 2.480               | 1.192,31             |
| 51.02.07.2005 | Tegaljadi           | 2,55                   | 2.097                 | 2.282                 | 2.305               | 903,92               |
| 51.02.07.2006 | Kuwum               | 3,14                   | 2.793                 | 3.006                 | 2.973               | 946,82               |
| 51.02.07.2007 | Selanbawak          | 3,42                   | 3.399                 | 3.501                 | 3.619               | 1.058,19             |
| 51.02.07.2008 | Marga               | 2,42                   | 2.968                 | 3.118                 | 3.195               | 1.320,25             |
| 51.02.07.2009 | Petiga              | 2,15                   | 1.757                 | 1.763                 | 1.859               | 864,65               |
| 51.02.07.2010 | Cau Belayu          | 4,52                   | 2.563                 | 2.830                 | 2.946               | 651,77               |
| 51.02.07.2011 | Tua                 | 3,25                   | 4.149                 | 2.306                 | 2.676               | 823,38               |
| 51.02.07.2012 | Payangan            | 5,76                   | 3.294                 | 3.269                 | 3.376               | 586,11               |
| 51.02.07.2013 | Marga Dajan Puri000 | 0,76                   | 1.776                 | 1.991                 | 1.994               | 2.623,68             |
| 51.02.07.2014 | Marga Dauh Puri     | 1,65                   | 1.793                 | 1.966                 | 2.049               | 1.241,82             |
| 51.02.07.2015 | Geluntung           | 4,75                   | 1.256                 | 1.456                 | 1.440               | 303,16               |
| 51.02.07.2016 | Baru                | 3,60                   | –                     | 2.024                 | 1.955               | 543,06               |
| 51.02.07      | Kec. Marga          | 46,45                  | 40.353                | 42.898                | 43.898              | 945,06               |
Ergebnisse aus Zählung bzw. Fortschreibung

## Bevölkerung

### Bevölkerungsentwicklung der letzten drei Halbjahre
| Datum      | Fläche (km²) | Einwohner | männlich | weiblich | Dichte (Einw./km²) | Sex Ratio (m*100/w) |
| ---------- | ------------ | --------- | -------- | -------- | ------------------ | ------------------- |
| 31.12.2020 | 46,45        | 43.146    | 21.500   | 21.646   | 928,9              | 99,3                |
| 30.06.2021 | 46,45        | 42.759    | 21.398   | 21.361   | 920,5              | 100,2               |
| 31.12.2021 | 46,00        | 43.898    | 21.814   | 22.084   | 954,3              | 98,8                |
Fortschreibungsergebnisse